# Parafia św. Teresy i św. Jana Bosko w Łodzi
Parafia pw. Świętej Teresy od Dzieciątka Jezus i Świętego Jana Bosko w Łodzi – parafia rzymskokatolicka znajdująca się w archidiecezji łódzkiej w dekanacie Łódź-Bałuty, przy ulicy dr S. Kopcińskiego w Łodzi.
Erygowana 19 lipca 1928 roku przez bp. Wincentego Tymienieckiego dla Salezjanów, których sprowadził do Łodzi i taką, parafią salezjańską, pozostaje do dziś. Ostatnim przedwojennym proboszczem tej parafii był ks. Stanisław Sebastiański, salezjanin (1938–1941).

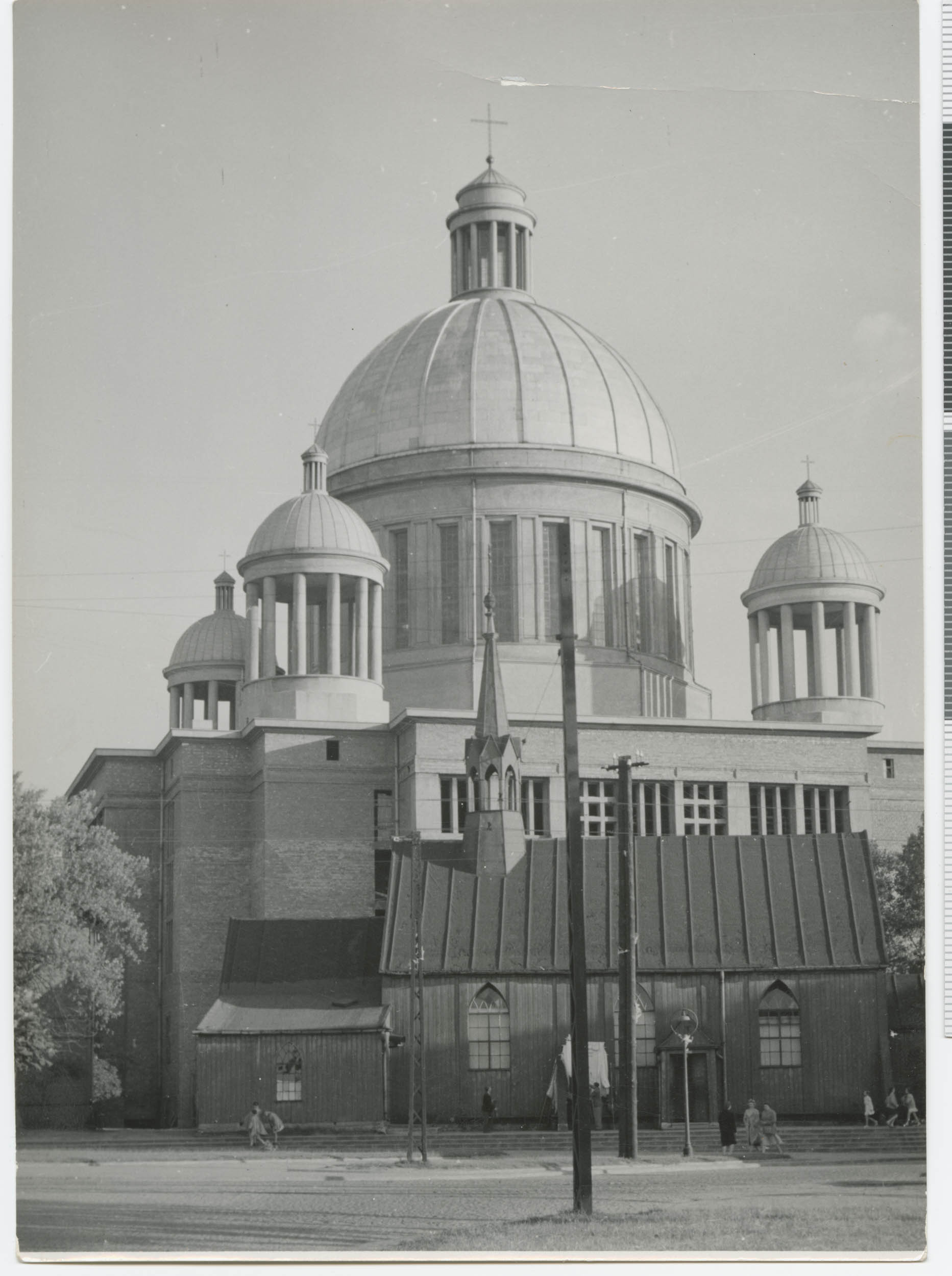
Pierwszy drewniany kościół parafialny na tle nowego murowanego. Fot. Ign. Płażewskiego z lat 60. XX wieku

Pierwszy parafialny, drewniany, kościół został pozyskany w tym samym roku od parafii św. Wojciecha na Chojnach, kiedy ta zaczęła budować kościół murowany i poświęcony w październiku 1927. Był to kościół z roku 1493, podówczas najstarsza świątynia na terenie Łodzi. W nowym miejscu powstał w nieco innej formie, przede wszystkim nie miał wieży.
Na przełomie maja i czerwca 1931 miała miejsce konsekracja dzwonów parafialnych. We wrześniu 1938 przy parafii powstał parafialny oddział Stowarzyszenia Młodzieży Żeńskiej.
Obecny kościół parafialny powstał w latach 1950–1963 i przez wiele lat pozostawał jedynym nowym kościołem zbudowanym w Łodzi po II wojnie światowej. Zezwolenie na jego budowę miało oczywisty polityczny podtekst – chodziło o pokazanie, że nowa, komunistyczna władza, nie walczy z kościołem katolickim.
Duszpasterstwo prowadzą księża salezjanie. Proboszczem parafii od 6 sierpnia 2023 roku jest ks. Arkadiusz Piotrowski SDB. 
Na terenie parafii znajduje się osiedle akademickie Lumumbowo. Przy parafii od 1964 roku działa Duszpasterstwo Akademickie „Węzeł”, powołane przez biskupa Michała Klepacza.